# Кожанов, Сергей Леонидович
Сергей Леонидович Кожанов (21 июля 1964, Махачкала, Дагестанская АССР, РСФСР, СССР) — советский и российский футболист, защитник, полузащитник и нападающий. Мастер спорта СССР (1986).

## Карьера
Воспитанник ДЮСШ «Динамо» (Махачкала). В начале карьеры играл за клуб второй лиги «Динамо» (Махачкала) (1981—83). В 1983—87 годах играл за московское «Динамо», в составе которого стал серебряным призёром в 1986 году. Также в составе владикавказского «Спартака» занял второе место в чемпионате России 1992 года. В 1990-х играл в Одессе за команды КФК («Рыбак»). В 2009 играл в турнире ТДК от газеты «Спорт-Экспресс» за команду «Олимп» (Химки).